# Haragos istenségek
A buddhizmusban a haragos istenségek megvilágosult lények, kik haragos formát öltöttek, hogy ilyen módon vezessék el az érzőlényeket a megvilágásodásig. Ezen istenségek figyelemre méltó vonása mind a tibeti buddhizmus, mind a mahájána buddhizmus, s más vadzsrajána tradíciók ikonográfiájának is. Gyakorta egy haragos istenség valójában egy bódhiszattva, vagy más békés alak alternatív megjelenési formája. Nevükhöz méltóan, a tibeti művészetekben a haragos istenségeket ijesztőnek, démoni lényeknek ábrázolják, akiket emberi koponyák díszítenek.

## Kategóriák
A haragos istenségeket több különböző kategóriára lehet szétosztani:
- A herukák (tibetiül khrag 'thung, szó szerint „vért ivó”), akik megvilágosult lények, s azért vesznek fel erőszakos külsőt, hogy ezzel fejezzék ki a nemtörődömség világától való elkülönülésüket
- A bölcsességkirályok (szanszkritul: vidjarádzsa) különösképp úgy ismertek, mint az Öt bölcsességbuddha védelmezői; inkább a japán semmint a tibeti buddhizmus jellegzetessége
- A védelmezők (szanszkritul: pála) általában három alkategóriára oszlanak:
  - Lokapálák vagy „a világ védelmezői”, akik a négy égtájat őrzik
  - Ksetrapálák vagy „a régió védelmezői”
  - Dharmapálák vagy „a Tan védelmezői”, ami a nekik tulajdonított megvalósulás szintjének megfelelően eltérő lehet. Ez a szint lehet bármi a teljesen megvilágosulttól a pusztán eskü-kötötte világi lélekig. Úgy tudni, hogy a főbb dharmapálák legtöbbje megvilágosult.

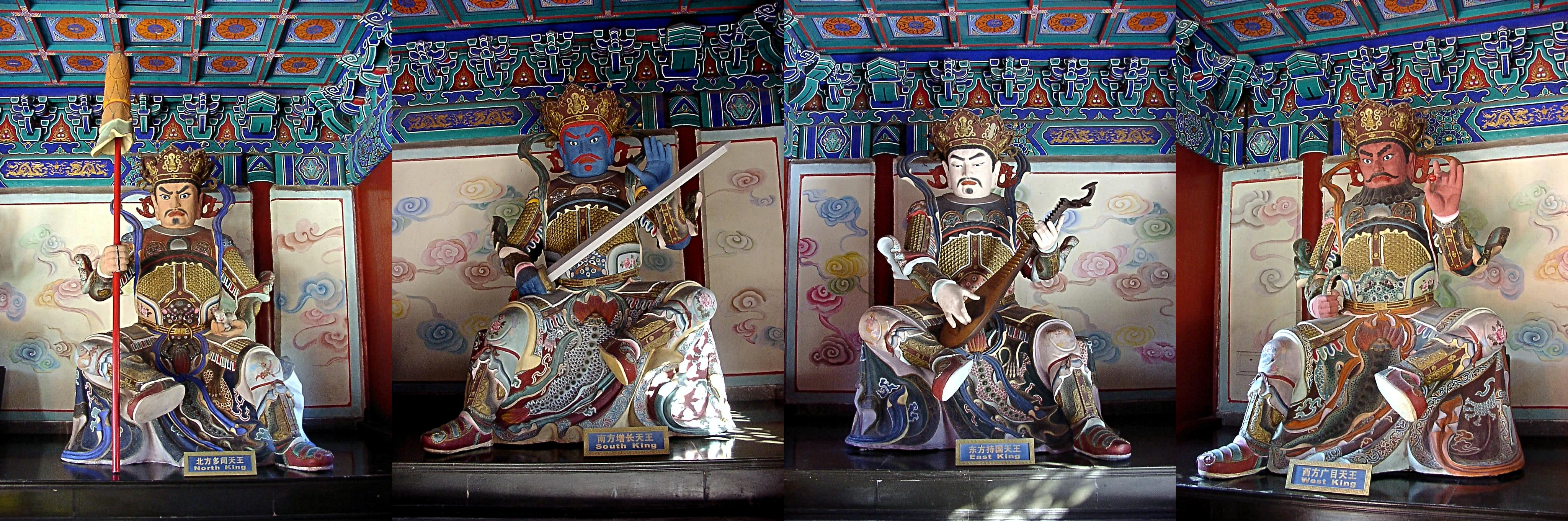
A Négy égi király szobra; balról jobbra: Vaiśravaṇa, Virūḍhaka, Dhṛtarāṣṭra, és Virūpākṣa.

## Nyolc Dharmapála
A Nyolc dharmapála (szanszkritül dharma, 'vallás' - pála, 'védő'; tibetiül དྲག་གཤེད Drag-gShed) a buddhizmus védelmezői, s mindegyikük bódhiszattva. Természetfeletti lények, s feladatuk, hogy "kegyetlen háborút űzzenek a buddhizmus ellenségei és démonai ellen." A nyolc dharmapála:
- Jama, a Halál istene;
- Mahákála, a Nagy fekete;
- Jamántaka, a Halál legyőzője;
- Kubéra vagy Vaisravana, a Jólét istene;
- Hajagríva, a Lófejű;
- Palden Lhamo, az istennő;
- Csangpa vagy ‘Fehér Brahmá’;
- Begce, a Háború istene.

## Külső hivatkozások
- BuddhaPest Blog: Nyolc dharmapála
- Wrathful Guardians of Buddhism - Aesthetics and Mythology
- Wrathful Deities